# 鼻根筋
鼻根筋（びこんきん、英語: procerus muscle）は、人間の頭部の浅頭筋のうち、頭蓋周囲の頭蓋表筋に含まれる筋肉である。皮筋である。鼻骨下部と外側鼻軟骨上部をおおう筋膜から起始し、前頭部の皮膚（眉間と眉の上の皮膚）に停止する。作用は眉間の皮膚を引き下げ、眉間に横皺を作る。顔面神経支配。

## 画像

鼻根筋。赤色の部分。